# Мазятис, Альгимантас Альфонсович
Альгимантас Альфонсович Мазятис (совет.), Альгимантас Мазятис (лит. Algimantas Mazetis; 14 февраля 1950, г. Кибартай — 22 марта 2012, г. Кибартай) — литовский шашечный композитор и решатель, шахматист и шашист. Известен как специалист в этюдной композиции в русские шашки. Чемпион Литвы по шашечной композиции (1989, 1993, 1995, 1999 — все в разделе этюды-64), серебряный (1986, 1991, 2003, 2011 — все в разделе этюды-64) и бронзовый (1984, 1987, 1992 (дважды), 1996, 1998) призёр национальных чемпионатов.
Национальный мастер Литвы по шашечной композиции.
Всю жизнь прожил в г. Кибартай.

## Биография
Альгимантас Мазятис родился 1950-м году в День святого Валентина в городе Кибартай. Здесь он окончил среднюю школу. Затем учился в Литовской академии сельского хозяйства и приобрел специальность агронома. Работал хлеборобом, обучал детей играть в шахматы, работал в различных компаниях своего родного города.
спортивные достижения
Участник 18 чемпионатов Литвы по шашечной композиции (1981,1984,1985,1986,1987,1989,1990,1991,1992,1993,1994,1995,1996,1998,1999,2002,2003,2011)
В 2007 году команда (K.Brovkienė, P.Jurkūnas, A.Mazetis и V.Brokas) стала второй на чемпионате Литвы среди сельских районов по шашкам. Среди призов — возможность поездки в Брюссель, посетить Европарламент
В 2008 году на 29 Сельских играх Литвы в составе команды Кибартая (Konstancija Brovkienė, Algimantas Mazetis, Pranas Jurkūnas) занял второе место в шашках. Спортсменов медалями наградили министр сельского хозяйства Казимира Дануте Прунскене, депутат Гинтаутас Миколайтис.
Чемпионаты Литвы
1 место: 1989 (раздел этюды-64), 1993 (раздел этюды-64), 1995 (раздел этюды-64), 1999 (раздел этюды-64).
2 место:1986 (раздел этюды-64), 1991 (раздел этюды-64), 2003 (раздел этюды-64).
3 место: 1984 (раздел этюды-64), 1987 (раздел этюды-100), 1992 (дважды: в разделах задачи-100 и этюды-100), 1996 (раздел этюды-100), 1998 (раздел этюды-100).